# Cheile Pravului
Cheile Pravului alcătuiesc o arie protejată de interes național ce corespunde categoriei a IV-a IUCN (rezervație naturală de tip geologic), situată în vestul Transilvaniei, pe teritoriul județului Alba.

## Localizare
Aria naturală se află în partea central-vestică a Munților Trascăului, pe teritoriul administrativ al comunei Râmeț (în sud-vestul satului Cheia).

## Descriere
Rezervația naturală a fost declarată arie protejată prin Legea Nr.5 din 6 martie 2000, publicată în Monitorul Oficial al României, Nr.152 din 12 aprilie 2000, privind aprobarea Planului de amenajare a teritoriului național - Secțiunea a III-a - zone protejate și are o suprafață de 3 ha.

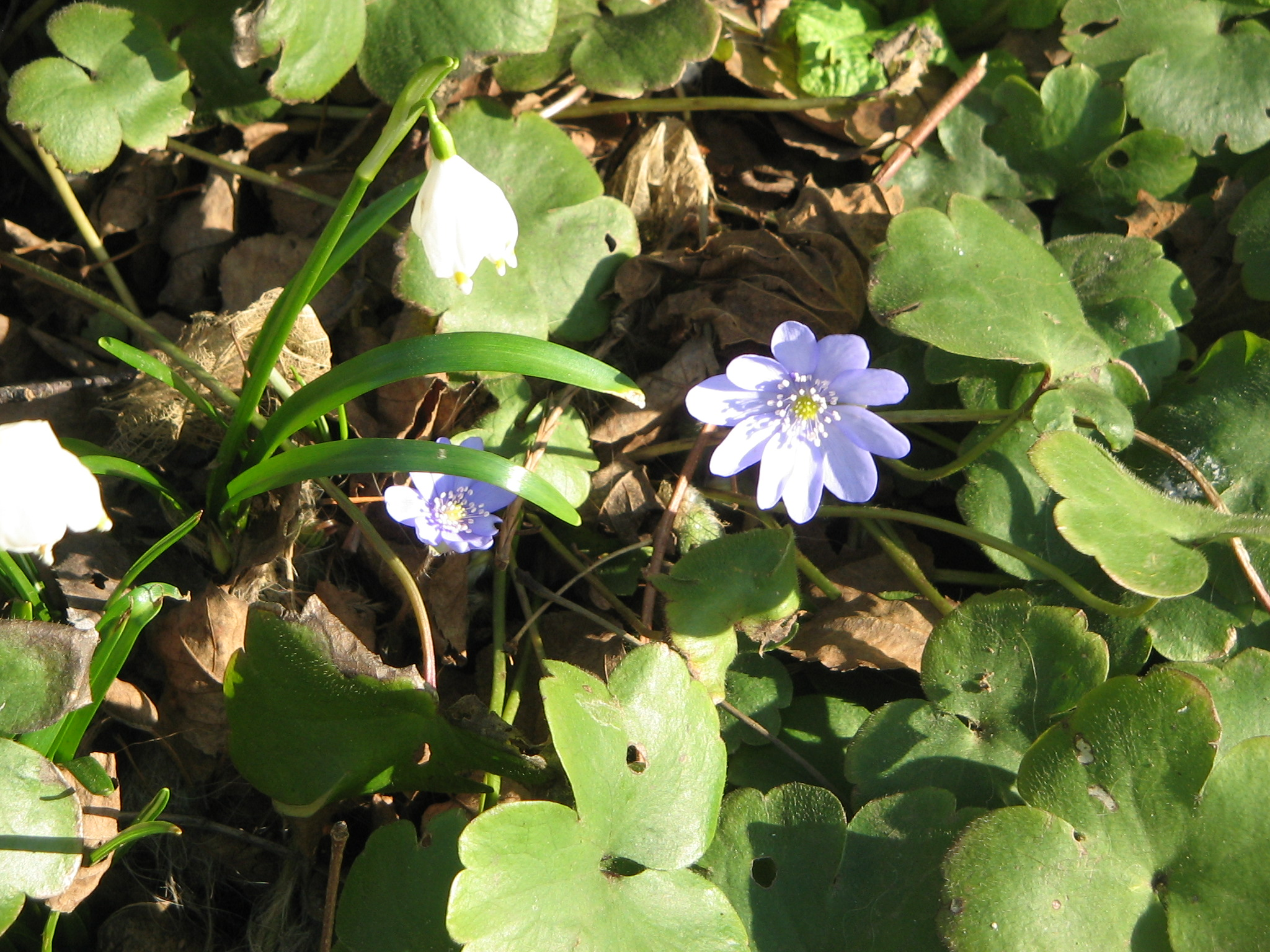
Crucea voinicului (Hepatica transsilvanica)

Arealul (inclus în situl de importanță comunitară Munții Trascăului) reprezintă un sector de chei (cu abrupturi stâncoase, grohotișuri și peșteri) săpate în calcare (de vârste jurasice) de apele Văii Pravului, un afluent de dreapta al râului Geogel. 
Flora arboricolă este constituită din păduri ce au în componență specii de fag (Fagus sylvatica) în amestec cu  gorun (Quercus petraea). 
La nivelul ierburilor sunt întâlnite mai multe rarități floristice protejate prin Directiva Consiliului European 92/43/CE din 21 mai 1992 (privind conservarea habitatelor naturale și a speciilor de faună și floră sălbatică) sau endemice pentru această zonă; printre care: garofiță sălbatică (Dianthus kitaibelii ssp. spiculifolius), crucea voinicului (Hepatica transsilvanica) sau papucul doamnei (Cypripedium calceolus). 

## Monumente și atracții turistice
În vecinătatea rezervației naturale se află câteva obiective de interes istoric, cultural și turistic; astfel:

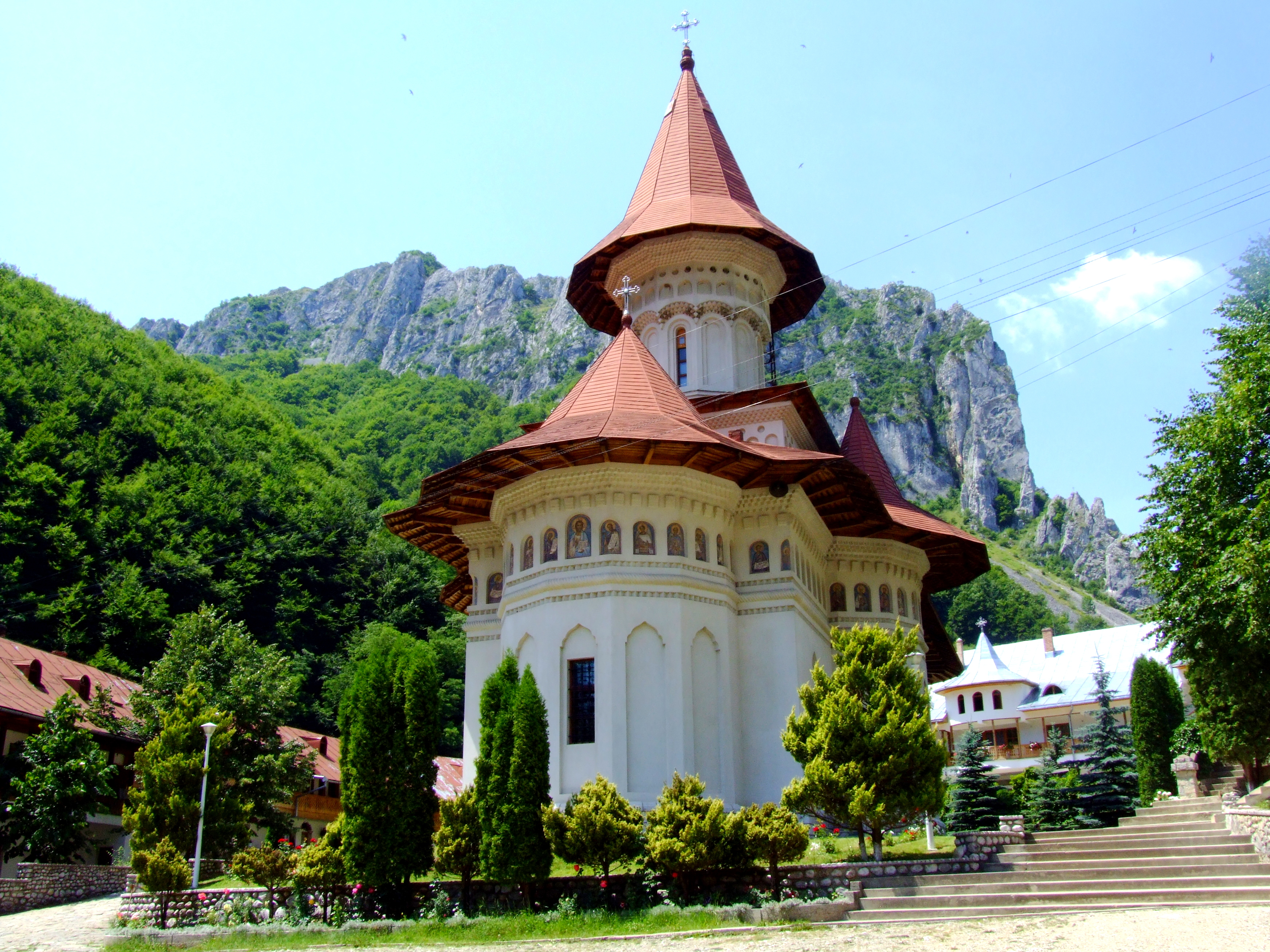
Mănăstirea Râmeț

- Mănăstirea Râmeț din Valea Mănăstirii, construcție sec. XIV - XVIII, monument istoric (cod LMI AB-II-a-A-00386).
- Biserica "Nașterea Precistei" și "Izvorul Tămăduirii" a mănăstirii Râmeț, construcție secolul al XIV-lea, monument istoric (cod LMI AB-II-m-A-00386.01).
- Fosta școală din satul Valea Mănăstirii (azi muzeu), construcție sec. XIV - XVIII, monument istoric (cod LMI AB-II-m-A-00386.02).
- Rezervațiile naturale: Cheile Mănăstirii și Cheile Râmețului.
- Munții Trascăului - sit de importanță comunitară (93.189 hectare) inclus în rețeaua ecologică Natura 2000 în România.